# Samsung Galaxy S7
Samsung Galaxy S7 e S7 Edge são smartphones com sistema Android, fabricados pela Samsung Electronics, lançados em fevereiro de 2016 no evento Mobile World Congress, em Barcelona, e disponibilizados no mercado em março como série sucessora ao Galaxy S6.
Como forma de evolução da série, a marca sul-coreana restaurou a capacidade de submersão na água e resistência à poeira, e a capacidade de memória expansível por cartão de memória, funcionalidades suprimidas no Galaxy S6. Em maio de 2016, os aparelhos Galaxy S7 foram mais vendidos que o iPhone 6s nos Estados Unidos.
Assim como o Galaxy S5, o Samsung Galaxy S7 possui um recurso de gesto de palma que permite que os usuários façam uma captura de tela do celular. Vimos que esse recurso foi implantado em outros smartphones da série Galaxy S lançados após o Samsung Galaxy S5.